# Močići
Močići su mjesto između Zvekovice i Čilipa, odmah preko puta Zračne luke Dubrovnik.
Mjesto je posebno jer su sve kuće i svi zaseoci s desne strane Magistrale.

## Povijest
Jedno svetište (spelej) boga Mitre dobro je sačuvano u Močićima. Iznad ulaza u pećinu, na gornjem luku, prikazan je bik kojeg se sprema zaklati mladić, stojeći jednom nogom na plećki, a drugom na zadnjim bikovim nogama. Škorpion i zmija plaze prema donjem dijelu bika, a pas se upućuje prema njegovu vratu, odakle će šiknuti krv. Na lijevoj (južnoj) strani luka je zvijezda sa 7 krakova, od kojih su tri posebno izdužena prema mladiću. Nedaleko od zvijezde je gavran kojem mladić okreće glavu. Na desnoj (sjevernoj) strani luka je polumjesec. S obje strane luka stoji po jedan niži mladić (dadofor). Prizor označuje bit mitraizma. Mladić koji se sprema zaklati bika je bog Mitra. Nalog to učiniti daje mu bog Sunca (prikazan kao zvijezda) i to mu priopćava preko gavrana. Bik je simbol živog bića i on se mora žrtvovati kako bi iz njegove krvi iznova niknuo sav biljni i životinjski svijet. Zao duh preko škorpiona i zmije uzalud pokušava spriječiti taj čin. Oni ne će uspjeti uništiti životne funkcije bika, tj. njegove genitalije. Dvojica mladića sa strane (dadofori), jedan s uzdignutom, drugi sa spuštenom svijećom, simboli su života i smrti, dana i noći, radosti i žalosti. Zvijezda je simbol Sunca iz kojeg izbija 7 krakova. To je sveti broj, koji označuje 7 mističnih stupnjeva u mitraističkoj vjerničkoj hijerarhiji. Pas je čuvar duše umirućeg bika koju ne će uništiti boga zla. Kad je Mitra izvršio zapovijed boga Sunca, otišao je na nebo i postao nepobjediv bog (deus invictus) i zaštitnik svih koji se bore protiv sila zla. Mitrin spomenik u Močićima jedno je od rijetko dobro sačuvanih svetišta u Hrvatskoj. Budući da se nalazi kraj bunara, koji je ranije bio i izvor, te pokraj spomenika ilirskog božanstva Vidasusa, zaštitnika stada, zaključuje se da su oba kulta, ilirski i rimsko-orijentalni vojnički, živjeli usporedno.

## Stanovništvo
U Močićima prema popisu stanovništva iz 2011. godine obitava 447 stanovnika.
| broj stanovnika | 449   | 419   | 418   | 445   | 431   | 426   | 375   | 380   | 330   | 331   | 426   | 368   | 382   | 367   | 381   | 447   | 426   |
|                 | 1857. | 1869. | 1880. | 1890. | 1900. | 1910. | 1921. | 1931. | 1948. | 1953. | 1961. | 1971. | 1981. | 1991. | 2001. | 2011. | 2021. |

## Šport
- NK Velebit Močići

## Vanjske poveznice
- bratstvomocici.com